# فرودگاه بین‌المللی کالگری
فرودگاه بین‌المللی کالگری (به انگلیسی: Calgary International Airport) یک فرودگاه همگانی مسافربری با کد یاتا YYC است که یک باند فرود آسفالت دارد و طول باند آن ۱۸۹۰ متر است. این فرودگاه در شهر کالگری کشور کانادا قرار دارد و در ارتفاع ۱۰۸۴ متری از سطح دریا واقع شده‌است.

## شرکت‌های هواپیمایی و مقصدهای پروازی

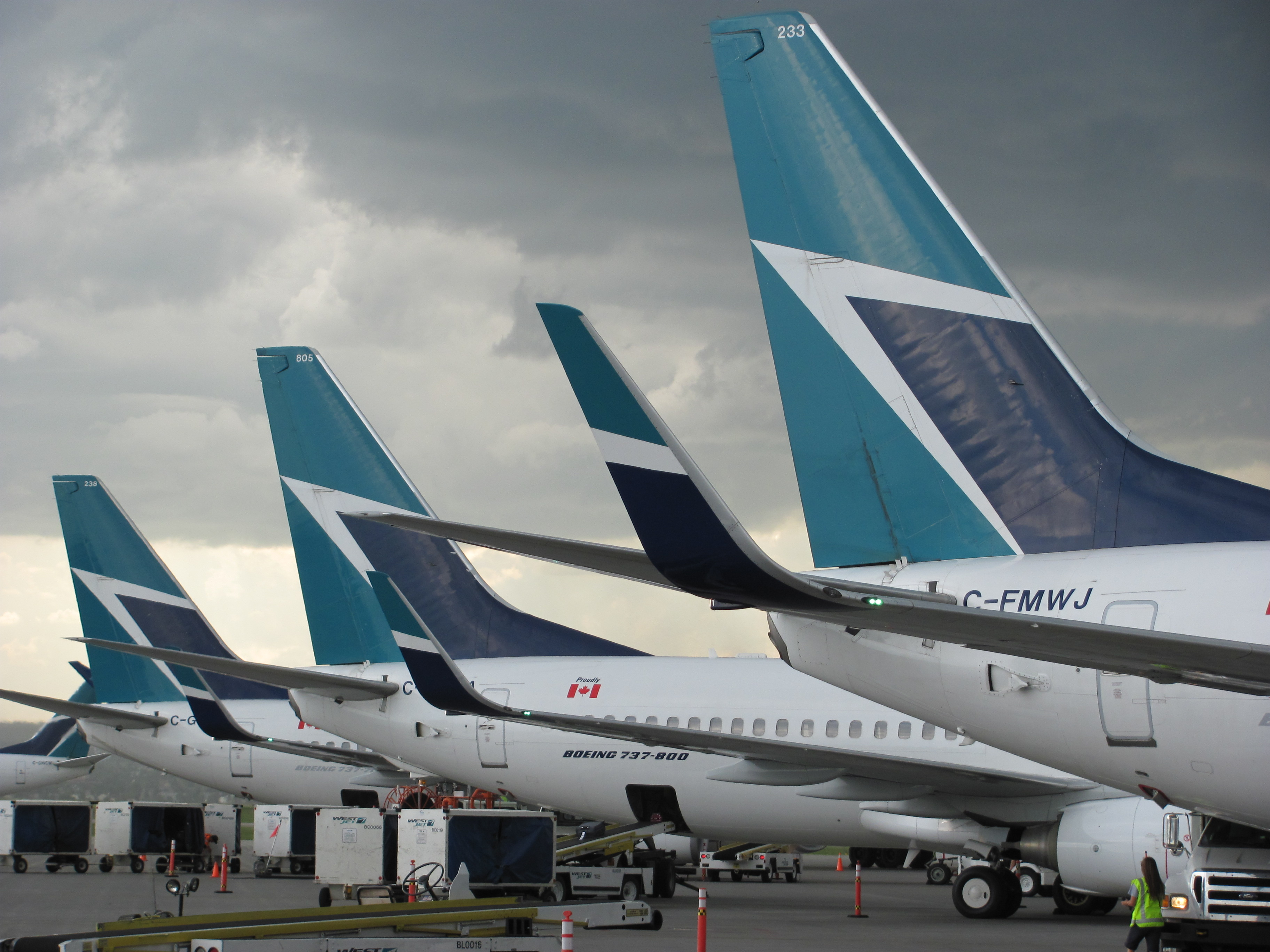
Parked بوئینگ ۷۳۷s belonging to وست جت

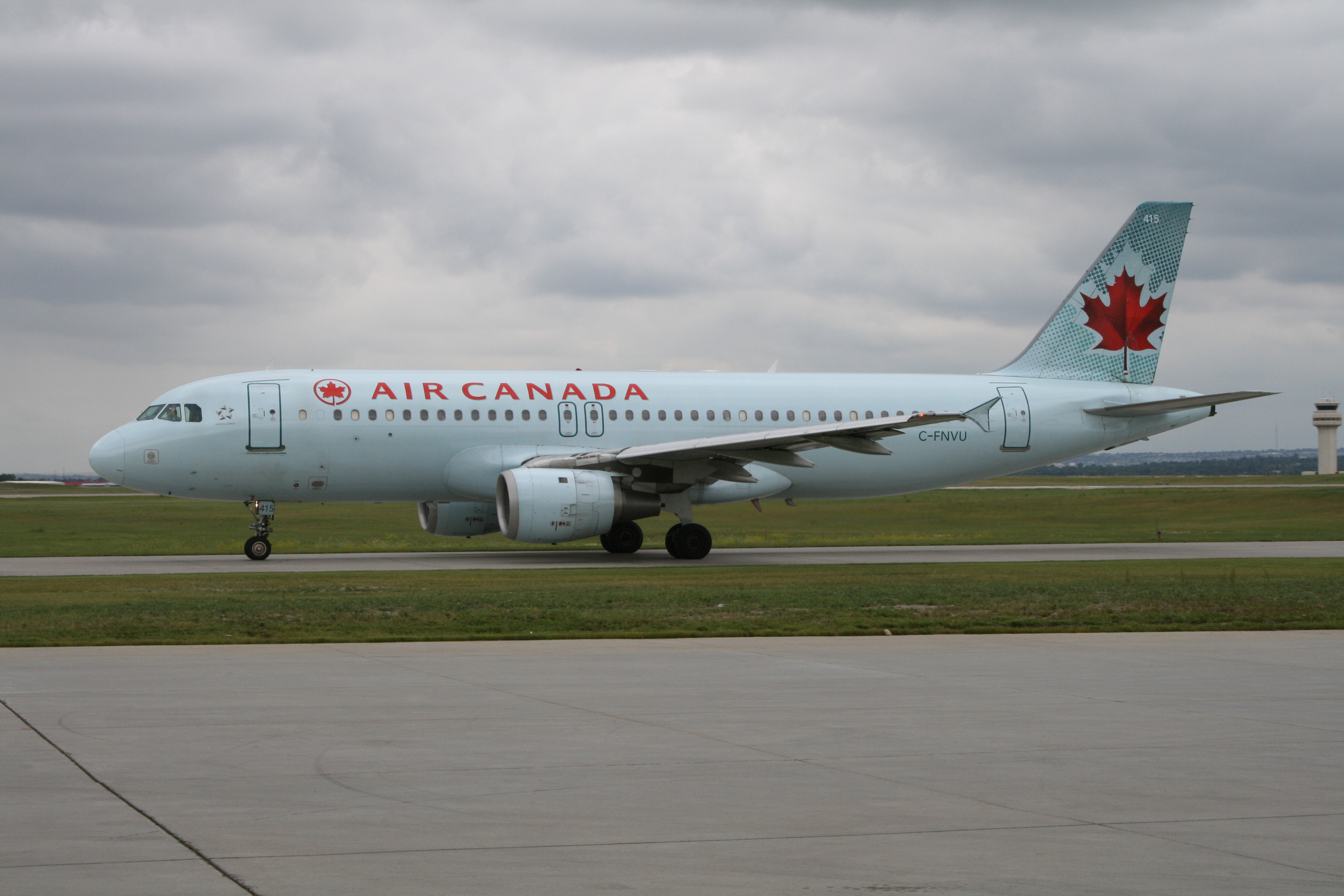
A taxiing خانواده ایرباس ای۳۲۰ اجرا توسط ایر کانادا

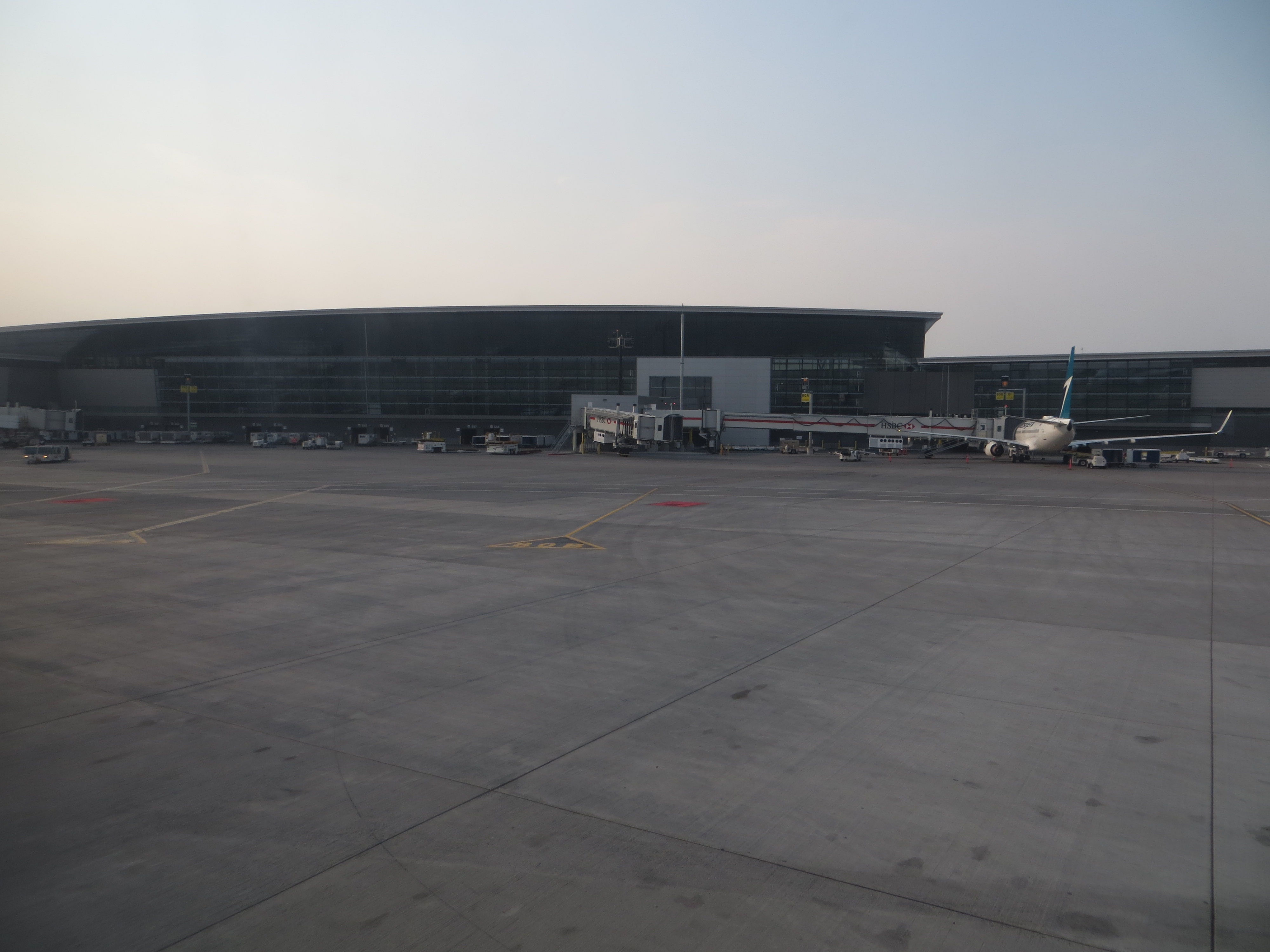
Overview of international terminal

In 2016, airlines offered nonstop service from Calgary to various destinations in Canada as well as to 45 cities in other countries, including Switzerland and China. وست جت and ایر کانادا maintain قطب شرکت هواپیمایی at the airport; they were the busiest airlines in Calgary per the number of seats they offered on flights departing the city: 5,060,000 and 3,380,000, respectively. For comparison, the third-busiest airline by the same measure, یونایتد ایرلاینز،  provided 390,000 seats. Ultimately, people continuing on to other destinations accounted for over 30% of total passenger traffic at YYC Calgary International.
Besides connecting passengers, travellers taking part in Alberta's large oil and gas industries fuel growth at the airport. During periods of decline in these sectors of the economy, airlines such as وست جت have had to limit their flights to the city. On the other hand, tourist attractions in the province, such as پارک ملی بنف and Lake Louise, have attracted service as well. هاینان ایرلاینز' Calgary–Beijing route is an example.
| شرکت‌های هواپیمایی                    | مقصدهای پروازی |
| ------------------------------------ | --- |
| آئرومکزیکو                           | مکزیکو سیتی |
| ایر کانادا                           | فرانکفورت، هیترو لندن، لس‌آنجلس، مونترآل-پییر الیوت ترودو، لیبرتی نیوآرک، مک‌دونالد-کارتیر اتاوا، ناریتا، پیرسون تورنتو، ونکوور فصلی: لوس کابوس (آغاز از ۲۹ اکتبر ۲۰۱۷) |
| Air Canada Express                   | محلی وست کوتنی، کرانبروک/کندین راکیز، ادمونتون، Fort McMurray، گرنده پریری، جرج بوش، کملوپس، کلونا، شهری لزبریج، مدسین هت، نانایمو، پورتلند، محلی رد دیر، رجاینا، سانفرانسیسکو، ساسکاتون جان گ. دیفنبکر، ویکتوریا، وینیپگ جیمز آرمسترانگ ریچاردسون، یلونایف فصلی: فینکس اسکای هاربر، سیاتل-تاکوما، ونکوور |
| ایر کانادا روژ                       | مک‌کاران فصلی: کانکون، کینتانا رو، هلفکس استانفیلد، باهیاس د هواتولکو (آغاز از ۶ نوامبر ۲۰۱۷)، کاهولوی، فینکس اسکای هاربر، ال آی سی. گوستاو دیاز اورداز |
| Air North                            | ادمونتون، اریک نیلسون وایتهورس |
| Air Transat                          | کانکون، کینتانا رو، ال آی سی. گوستاو دیاز اورداز فصلی: اسخیپول آمستردام، گاتویک، پونتا کانا، لوس کابوس، آبل سانتاماریا، پیرسون تورنتو، خوآن گئوآلبرتو گومس |
| Air Transat اجرا توسط Flair Airlines | کانکون، کینتانا رو، لوس کابوس |
| آلاسکا ایرلاینز                      | سیاتل-تاکوما |
| آلاسکا ایرلاینز اجرا توسط هوریزن ایر | سیاتل-تاکوما |
| امریکن ایگل                          | دالاس-فورت ورث |
| بریتیش ایرویز                        | هیترو لندن |
| Canadian North                       | چارتر: سی‌اف‌بی کوموکس، ادمونتون، لندن، ونکوور |
| Central Mountain Air                 | ادمونتون، لویدمینستر |
| کوندور فلوگدینست                     | فصلی: فرانکفورت |
| دلتا ایرلاینز                        | فصلی: مینیاپولیس−سنت پل |
| دلتا کانکشن                          | مینیاپولیس−سنت پل، سالت‌لیک‌سیتی، سیاتل-تاکوما |
| ادلوایس ایر                          | فصلی: زوریخ |
| هاینان ایرلاینز                      | پکن |
| Integra Air                          | بونیویل |
| کاال‌ام                               | اسخیپول آمستردام |
| North Cariboo Air                    | چارتر: ادمونتون، ونکوور |
| نورثرن ایر                           | پیس ریور، وایت‌کورت |
| R1 Airlines                          | چارتر: ونکوور |
| سان‌وینگ ایرلاینز                     | فصلی: کانکون، کینتانا رو، خاردینز دل ری، باهیاس د هواتولکو، ایکستاپا-سیواتانخو، دنیل اودوبر کیروش، ژنرال رافائل بولنا، سنگستر، ال آی سی. گوستاو دیاز اورداز، پونتا کانا، لوس کابوس، آبل سانتاماریا، خوآن گئوآلبرتو گومس |
| یونایتد ایرلاینز                     | اوهر شیکاگو، جرج بوش، سانفرانسیسکو فصلی: دنور |
| یونایتد اکسپرس                       | اوهر شیکاگو، دنور، جرج بوش، سانفرانسیسکو |
| وست جت                               | ابوتسفورد، کانکون، کینتانا رو، سی‌اف‌بی کوموکس، ادمونتون، Fort McMurray، گرنده پریری، هلفکس استانفیلد، جان سی. منرو همیلتن، جرج بوش، کلونا، منطقه واترلو، مک‌کاران، گاتویک، لندن، لس‌آنجلس، مونترآل-پییر الیوت ترودو، جان اف کندی، اورلاندو، مک‌دونالد-کارتیر اتاوا، پام اسپرینگز، فینکس اسکای هاربر، ال آی سی. گوستاو دیاز اورداز، رجاینا، سن دیه‌گو، لوس کابوس، ساسکاتون جان گ. دیفنبکر، پیرسون تورنتو، ونکوور، ویکتوریا، وینیپگ جیمز آرمسترانگ ریچاردسون فصلی: فیلیپس اس. دبلیو. گلدسان (آغاز از ۳ نوامبر ۲۰۱۷)، اوهر شیکاگو، دالاس-فورت ورث، دنور (آغاز از ۸ مارس ۲۰۱۸), فورت لادردیل–هالیوود، بین الملی هونولولو، باهیاس د هواتولکو، ایکستاپا-سیواتانخو، کاهولوی، دنیل اودوبر کیروش، لورتو، پلایا دو اورو، ژنرال رافائل بولنا، نشویل، لیندن پیندلینگ، فینکس-مسا، سانفرانسیسکو، سنت جان، خوآن گئوآلبرتو گومس، ویندزر |
| WestJet Encore                       | برندن، سی‌اف‌بی کوموکس، ادمونتون، Fort McMurray، فورت سینت جان، گرنده پریری، کملوپس، کلونا، نانایمو، منطقه‌ای پنتیکتون، رجاینا، ساسکاتون جان گ. دیفنبکر، ونکوور، یلونایف |

### Other operations
The following airlines operate out of their own private facilities:
- آلتا فلایتس
- Canadian North
- Enerjet
- Integra Air
- Kenn Borek Air
- North Cariboo Air
- نورثرن تاندربرد ایر
- R1 Airlines
- Summit Air
- Sunwest Aviation